# 阮垕
阮垕（1505年—？），字德載，應天府江寧縣民籍，河南祥符縣人，明朝政治人物。

## 生平
嘉靖十九年（1540年）庚子科應天府鄉試第七十七名舉人。嘉靖二十年（1541年）中式辛丑科會試第四十一名，登第三甲第八十名進士。授江西浮梁縣知縣。

## 家族
曾祖阮昇；祖父阮剛，義官；父阮山，母強氏。严侍下。